# Douglas Seale
Pour les articles homonymes, voir Seale.
Douglas Seale est un acteur britannique né le 28 octobre 1913 à Londres (Royaume-Uni), mort le 13 juin 1999 à New York (États-Unis).

## Filmographie
- 1937 : Once in a Lifetime (TV) : Page Boy / Flick
- 1938 : A Break in the Journey (TV)
- 1939 : Bees on the Boat-Deck (TV) : Mr. Tooke
- 1984 : Amadeus : Count Arco
- 1985 : Tutti Frutti (Heaven Help Us) : Brother Domenic
- 1986-1987 : Rags to Riches (TV) : John Clapper
- 1987 : Haunted by Her Past (TV) : Innkeeper MacVey
- 1988 : Le père Noël est en prison (Ernest Saves Christmas) : Santa Claus, aka 'Seth Applegate', aka 'Mr. Santos'
- 1989 : A More Perfect Union: America Becomes a Nation : Lord Carmarthen
- 1989 : SOS Fantômes 2 (Ghostbusters II) : Homme au Plaza Hotel
- 1990 : Monsieur Destinée (Mr. Destiny) de James Orr : Boswell, Burrows' Butler in Alternate Life
- 1990 : Bernard et Bianca au pays des kangourous (The Rescuers Down Under) : Krebbs (voix)
- 1990 : Un ange... ou presque (Almost an Angel) : Father
- 1992 : Aladdin : Sultan of Agrabah (voix)
- 1993 : Le Concierge du Bradbury (For Love or Money) : Freddy
- 1995 : Les Amateurs (Palookaville) : Old Man